# Marianne

Im offiziellen Logo der Französischen Republik ist die Nationalfigur Marianne in stilisierter Form abgebildet.

„Die Freiheit führt das Volk“, Eugène Delacroix (1830)

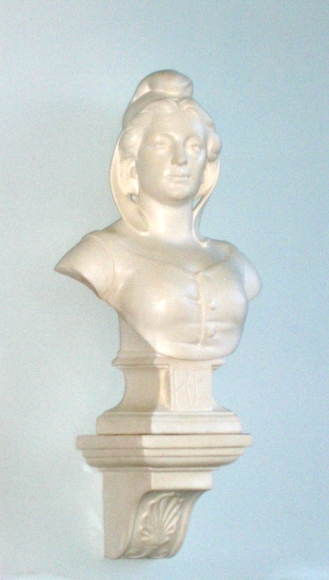
Marianne-Büste mit phrygischer Mütze in einer französischen Schule.

Marianne ist die Nationalfigur der Französischen Republik. Der Name Marianne kann als (personifizierte National-)Allegorie für die französische Nation stehen.

## Geschichte
Die erste schriftliche Erwähnung des Namens „Marianne“ als Bezeichnung der Französischen Republik datiert vom Oktober 1792 in Puylaurens im Département Tarn. In okzitanischer Mundart wurde das Lied La garisou de Marianno (französisch La guérison de Marianne ‚Mariannes Genesung‘) des Dichters Guillaume Lavabre gesungen.
In der Französischen Revolution wurde Marianne – bis dahin lediglich ein im Volke weit verbreiteter Name – zum Symbol der Freiheit und damit zugleich der Französischen Republik. Sie trat in die Nachfolge der „Francia“ (bzw. „Gallia“), der Allegorie des Königreichs Frankreich, die in manchen höfischen Bilddarstellungen den französischen König begleitet. Auf Bildern trägt Marianne eine phrygische Mütze auf dem Haupt, eine oder beide Brüste sind entblößt. Berühmt ist die Verherrlichung der Freiheit, die Eugène Delacroix in der Julirevolution von 1830 malte.
Marianne schmückt als Büste nahezu alle französischen Rathäuser, als Statue viele Plätze (zum Beispiel die Place de la Nation und die Place de la République in Paris). Auch auf Briefmarken, Münzen (1, 2 und 5 Cent) und anderen Gegenständen symbolisiert Marianne die französische Nation.

## Modelle der Marianne-Skulptur
Die Büste der Marianne wird, von Zeit zu Zeit wechselnd, als Ebenbild prominenter Französinnen gefertigt und in den Rathäusern des Landes ausgestellt. Als Modell dienten:
- 1968: Brigitte Bardot (Schauspielerin)
- 1972: Michèle Morgan (Schauspielerin)
- 1978: Mireille Mathieu (Sängerin)
- 1985: Catherine Deneuve (Schauspielerin)
- 1989: Inès de la Fressange (Fotomodell)
- 2000: Laetitia Casta (Fotomodell und Schauspielerin)
- 2003: Évelyne Thomas (Journalistin und TV-Moderatorin)